# Эби, Кристи
Кристи Эби (англ. Kristie L. Ebi, род. XX век) — американский эпидемиолог, основной научный интерес — влияние глобального потепления на здоровье человека. Она является профессором глобального здравоохранения, экологии и гигиены труда кафедры глобального здравоохранения Вашингтонского университета. 
Эби — основатель и бывший директор (2014–2019) Центра здоровья и глобальной окружающей среды (CHanGE) Школы общественного здравоохранения Вашингтонского университета.

## Образование
Эби окончила Университет штата Мичиган со степенью бакалавра наук в области биохимии в 1972 году. В 1976 году она получила степень магистра наук в области токсикологии в Массачусетском технологическом институте. Затем она поступила в Мичиганский университет, где получила степень магистра общественного здравоохранения (1983 г.) и доктора философии (1985 г.) по эпидемиологии. Затем она два года училась в аспирантуре в Лондонской школе гигиены и тропической медицины.

## Карьера и исследования
Исследования Эби сосредоточены на рисках для здоровья, связанных с изменчивостью и изменением климата, включая экстремальные погодные явления, тепловой стресс, безопасность пищевых продуктов и трансмиссивные заболевания, а также на стратегиях адаптации для устранения этих рисков в условиях множественных стрессовых факторов.
Эби была ведущим автором специального доклада Межправительственной группы экспертов ООН по изменению климата за 2018 год о глобальном потеплении на 1,5 °C. В главе Эби документируется влияние глобального потепления на 1,5°C на природные и человеческие системы. В ходе публичных дебатов по поводу климатического кризиса Эби сравнила доклад врача с серьёзным диагнозом, поставленным его пациенту: «Если у вас рак, вам нужен врач, который скажет вам, насколько серьёзен ваш рак и какие у вас есть варианты».
На TED 2019 Эби рассказала о влиянии повышенного содержания углекислого газа на питательную ценность продуктов питания.
В 2023 году Эби была избрана членом Американского геофизического союза.

## Избранные труды
- Ebi, Kristie L.; Semenza, Jan C. (2008). Community-Based Adaptation to the Health Impacts of Climate Change. American Journal of Preventive Medicine. 35 (5): 501–507. doi:10.1016/j.amepre.2008.08.018. PMID 18929976.
- O'Neill, Brian C.; Kriegler, Elmar; Ebi, Kristie L.; Kemp-Benedict, Eric; Riahi, Keywan; Rothman, Dale S.; Van Ruijven, Bas J.; Van Vuuren, Detlef P.; Birkmann, Joern; Kok, Kasper; Levy, Marc; Solecki, William (2017). The roads ahead: Narratives for shared socioeconomic pathways describing world futures in the 21st century. Global Environmental Change. 42: 169–180. doi:10.1016/j.gloenvcha.2015.01.004. hdl:1874/347567.
- Zhu, Chunwu; Kobayashi, Kazuhiko; Loladze, Irakli; Zhu, Jianguo; Jiang, Qian; Xu, Xi; Liu, Gang; Seneweera, Saman; Ebi, Kristie L.; Drewnowski, Adam; Fukagawa, Naomi K.; Ziska, Lewis H. (2018). Carbon dioxide (CO2) levels this century will alter the protein, micronutrients, and vitamin content of rice grains with potential health consequences for the poorest rice-dependent countries. Science Advances. 4 (5): eaaq1012. Bibcode:2018SciA....4.1012Z. doi:10.1126/sciadv.aaq1012. PMC 5966189. PMID 29806023.